# (8524) Paoloruffini
(8524) Paoloruffini est un astéroïde de la ceinture principale.

## Description
(8524) Paoloruffini est un astéroïde de la ceinture principale. Il fut découvert le 2 septembre 1992 à La Silla par Eric Walter Elst. Il présente une orbite caractérisée par un demi-grand axe de 2,37 UA, une excentricité de 0,11 et une inclinaison de 7,2° par rapport à l'écliptique.
Il est nommé d'après le mathématicien Paolo Ruffini.

## Compléments